# Ángel Zaldívar
Ángel Zaldívar Caviedes (Guadalajara, Jalisco, México; 8 de febrero de 1994) es un futbolista e ingeniero mexicano, actualmente juega para el Fútbol Club Juárez de la Liga MX y se desempeña como delantero.

## Trayectoria

### Deportivo Tepic
Tras finalizar el Apertura 2014, el técnico de las Chivas, José Manuel de la Torre, no requirió de sus servicios y se oficializó su fichaje al Deportivo Tepic para el Clausura 2015, en calidad de Préstamo por 6 meses.

### Club Deportivo Guadalajara (Segunda Etapa)
En junio de 2015, el técnico José Manuel de la Torre visualizó al jugador en el equipo y se confirmó su regreso a Chivas en su segunda etapa como rojiblanco, convirtiéndose en el tercer refuerzo de Chivas de cara al Apertura 2015, tras dos años en el club sin mucha participación se confirma su salida a préstamo.

### Club de Fútbol Monterrey
El 20 de diciembre de 2018, se oficializa mediante una conferencia de prensa su traspaso al Club de Fútbol Monterrey en calidad de Préstamo por 1 año sin opción a compra.

### Club Puebla
El día 4 de enero de 2020 se anuncia la incorporación de Ángel Zaldívar como séptimo refuerzo del Club Puebla para el Clausura 2020.

### Club Deportivo Guadalajara (Tercera Etapa)
El 5 de junio de 2020, se oficializa el regreso de Zaldívar al Club Deportivo Guadalajara por petición de Luis Fernando Tena, convirtiéndose en el primer refuerzo de cara al Apertura 2020, luego de 1 año fuera de Chivas, donde tuvo paso por Monterrey y Puebla.

### Club Atlético San Luis
El 22 de diciembre de 2022, se oficializa el traspaso de Zaldívar al Club Atlético de San Luis, en calidad de préstamo con opción a compra.

## Selección nacional

### Sub-23
Tras tener grandes actuaciones en Chivas, el técnico Raúl Gutiérrez lo llama para la selección Sub-22, donde estuvo en la lista preliminar de 35 jugadores. Posteriormente quedó en la lista final de 18 jugadores para los Juegos Panamericanos de Toronto 2015.

### Selección absoluta
| Club               | País   | PJ | Goles | Periodo         |
| ------------------ | ------ | -- | ----- | --------------- |
| Selección Mexicana | México | 6  | 0     | 2016 - Presente |

Teniendo excelentes actuaciones en Chivas y la Selección Sub-23, el 25 de agosto de 2016 fue convocado a la Selección mayor por el técnico Juan Carlos Osorio para los partidos de Eliminatoria de la Concacaf rumbo a Rusia 2018 contra El Salvador y Honduras.
Debuta el 6 de septiembre de 2016 en el partido de eliminatoria rumbo a Rusia 2018 ante Honduras en el Estadio Azteca.
Tras recuperarse de su lesión y por su buen momento en Chivas, fue convocado por el técnico interino Ricardo Ferretti para los partidos amistosos contra Uruguay y Estados Unidos..
Tras 4 años sin convocatoria y tras su buen momento en Chivas, el 29 de agosto del 2022, fue convocado a la Selección por Gerardo Martino, para el partido amistoso contra Paraguay, sin embargo no tuvo minutos de juego.

### Participaciones en selección nacional
| Copa                      | Categoría | Sede   | Resultado        |
| ------------------------- | --------- | ------ | ---------------- |
| Juegos Panamericanos 2015 | Sub-23    | Canadá | Medalla de plata |

## Estadísticas
| C. D. Guadalajara · México |               |               |     |    |    |    |   |   |    |    |     |     |    |    |  |  |  |
| 1ª                         | 2013-14       | 14            | 1   | 0  | 7  | 0  | 0 | - | -  | -  | 21  | 1   | 0  |    |  |  |  |
| 1ª                         | 2014          | 4             | 0   | 1  | 1  | 0  | 0 | - | -  | -  | 5   | 0   | 1  |    |  |  |  |
| Total club                 | Total club    | 18            | 1   | 1  | 8  | 0  | 0 | - | -  | -  | 26  | 1   | 1  |    |  |  |  |
| Coras F. C. · México       |               |               |     |    |    |    |   |   |    |    |     |     |    |    |  |  |  |
| 2ª                         | 2015          | 10            | 3   | 0  | 2  | 0  | 0 | - | -  | -  | 12  | 3   | 0  |    |  |  |  |
| Total club                 | Total club    | 10            | 3   | 0  | 2  | 0  | 0 | - | -  | -  | 12  | 3   | 0  |    |  |  |  |
| C. D. Guadalajara · México |               |               |     |    |    |    |   |   |    |    |     |     |    |    |  |  |  |
| 1ª                         |               |               |     |    |    |    |   |   |    |    |     |     |    |    |  |  |  |
| 2015-16                    | 22            | 3             | 4   | 9  | 3  | 0  | - | - | -  | 31 | 6   | 4   |    |    |  |  |  |
| 2016-17                    | 27            | 9             | 3   | 8  | 2  | 2  | - | - | -  | 35 | 11  | 5   |    |    |  |  |  |
| 2017-18                    | 17            | 2             | 0   | 4  | 1  | 0  | 5 | 1 | 0  | 26 | 4   | 0   |    |    |  |  |  |
| 2018                       | 16            | 6             | 0   | 1  | 0  | 0  | 2 | 1 | 0  | 19 | 7   | 0   |    |    |  |  |  |
| Total club                 | Total club    | 72            | 20  | 7  | 22 | 7  | 2 | 7 | 2  | 0  | 111 | 29  | 9  |    |  |  |  |
| C. F. Monterrey · México   |               |               |     |    |    |    |   |   |    |    |     |     |    |    |  |  |  |
| 1ª                         | 2019          | 12            | 1   | 0  | -  | -  | - | 2 | 0  | 0  | 14  | 1   | 0  |    |  |  |  |
| 1ª                         | 2019          | 2             | 0   | 0  | 4  | 2  | 0 | 1 | 0  | 0  | 7   | 2   | 0  |    |  |  |  |
| Total club                 | Total club    | 14            | 1   | 0  | 4  | 2  | 0 | 3 | 0  | 0  | 21  | 3   | 0  |    |  |  |  |
| C. Puebla · México         |               |               |     |    |    |    |   |   |    |    |     |     |    |    |  |  |  |
| 1ª                         | 2020          | 9             | 2   | 0  | 0  | 0  | 0 | - | -  | -  | 9   | 2   | 0  |    |  |  |  |
| Total club                 | Total club    | 9             | 2   | 0  | 0  | 0  | 0 | - | -  | -  | 9   | 2   | 0  |    |  |  |  |
| C. D. Guadalajara · México |               |               |     |    |    |    |   |   |    |    |     |     |    |    |  |  |  |
| 1ª                         | 2020-21       | 16            | 2   | 0  | 0  | 0  | 0 | - | -  | -  | 16  | 2   | 0  |    |  |  |  |
| 1ª                         | 2021-22       | 26            | 7   | 0  | 0  | 0  | 0 | - | -  | -  | 26  | 7   | 0  |    |  |  |  |
| 1ª                         | 2022          | 14            | 4   | 0  | 0  | 0  | 0 | - | -  | -  | 14  | 4   | 0  |    |  |  |  |
| Total club                 | Total club    | 56            | 13  | 0  | 0  | 0  | 0 | - | -  | -  | 56  | 13  | 0  |    |  |  |  |
| C. A. San Luis · México    |               |               |     |    |    |    |   |   |    |    |     |     |    |    |  |  |  |
| 1ª                         | 2023          | 30            | 5   | 0  | 0  | 0  | 0 | - | -  | -  | 14  | 1   | 0  |    |  |  |  |
| Total club                 | Total club    | 30            | 5   | 0  | 0  | 0  | 0 | - | -  | -  | 14  | 1   | 0  |    |  |  |  |
| Total carrera              | Total carrera | Total carrera | 209 | 45 | 8  | 35 | 9 | 2 | 10 | 1  | 0   | 249 | 52 | 11 |  |  |  |
|                            |               |               |     |    |    |    |   |   |    |    |     |     |    |    |  |  |  |

## Palmarés

### Campeonatos nacionales
| Título       | Club        | País           | Año  |
| ------------ | ----------- | -------------- | ---- |
| Copa MX      | Guadalajara | México         | 2015 |
| Supercopa MX | Guadalajara | Estados Unidos | 2016 |
| Copa MX      | Guadalajara | México         | 2017 |
| Liga MX      | Guadalajara | México         | 2017 |
| Liga MX      | Monterrey   | México         | 2019 |

#### Campeonatos internacionales
| Título            | Equipo      | Sede   | Año  |
| ----------------- | ----------- | ------ | ---- |
| Liga de Campeones | Guadalajara | México | 2018 |
| Liga de Campeones | Monterrey   | México | 2019 |